# Club Atlético Boca Juniors 1924
Questa voce raccoglie le informazioni riguardanti il Boca Juniors nelle competizioni ufficiali della stagione 1924.

## Stagione
La stagione 1924 è una prosecuzione della precedente: il Boca si conferma la squadra più forte e domina la Copa Campeonato, con nessuna sconfitta ed un solo pareggio in 19 gare da imbattuti. Il 14 dicembre, con 4 partite ancora da disputare, il Boca Juniors è primo in classifica con 33 punti e le inseguitrici sono nettamente staccate: il Temperley ha 32 punti e ha concluso le sue partite programmate, il Dock Sud è a 29 punti ma anch'esso ha finito le sue partite, mentre l'All Boys deve ancora disputare 2 partite, ma a 28 punti in classifica non può più raggiungere gli Xeneizes. L'unica squadra che potrebbe ancora raggiungere il Boca Juniors sarebbe l'Huracán, il grande rivale della stagione precedente, ma con la vittoria contro l'Alvear del 21 dicembre, gli Xeneizes si laureano matematicamente campioni in un torneo letteralmente dominato. La AAF decide addirittura di interrompere la disputa del campionato dopo la successiva netta vittoria del Boca Juniors contro lo Sportsman del 28 dicembre, quando ancora agli Xeneizes rimangono da disputare due incontri. La macchina costruita dalla dirigenza di Anastasi procede spedita grazie alle reti di Domingo Tarasconi e di Carmelo Pozzo, ma anche grazie alla solidità del reparto difensivo (con Ludovico Bidoglio, Ramón Mutis, Ángel Médici e Américo Tesoriere), che subisce appena 8 reti in 19 partite. Il Boca Juniors più permettersi anche senza conseguenze il ritiro dal calcio giocato di uno dei "pionieri" più importanti della squadra, ovvero Enrique Bertolini. L'attaccante, che aveva esordito con gli Xeneizes nel 1912, dopo aver subito un bruttissimo infortunio nel 1918 ed aver provato a ritornare in campo, decide che la sua carriera è finita dopo aver disputato 118 gare e segnato 29 goal.
Anche la Copa Ibarguren viene nuovamente vinta dal Boca Juniors, che in finale (a ben due anni di distanza dalla fine del campionato) sfida e batte il Club Belgrano Rosario per 3-2 ai tempi supplementari, vedendo anche i propri avversari uscire dal campo prima dello scadere del tempo.
Il 1924 è un anno importante per la storia del Boca Juniors non solo per le vittorie, ma anche per l'inaugurazione del nuovo stadio. Il presidente Manlio Anastasi e la sua dirigenza sono riusciti in due anni a costruire un nuovo terreno di gioco (da 25.000 posti e con gli spalti costruiti in legno) all'incrocio tra le vie Bradsen, Del Crucero (oggi Del Valle Iberlucea), Aristóbulo del Valle e a fianco della linea ferroviaria del Ferrocarril Sur: è lo stesso luogo in cui verrà costruito (tra il 1938 e il 1940) l'attuale stadio del Boca Juniors, La Bombonera. La prima partita disputata in questo nuovo stadio è un'amichevole contro gli uruguaiani del Nacional, battuti per 2-1 il 6 luglio 1924.

### Superclásico
In questa stagione il Boca Juniors non ha affrontato il River Plate. Il Superclásico tornerà ad essere giocato in una gara ufficiale soltanto nel 1927.

## Maglie e sponsor
Con la stagione 1924 si stabilizza definitivamente (tranne che dal 1972 al 1974) il colore blu dei pantaloncini della prima divisa, abbandonando definitivamente il bianco.
| 1ª divisa | 2ª divisa |

## Rosa
Nota: nell'elenco sottostante non sono presenti i giocatori che nella stagione 1924 non facevano parte della rosa ma che hanno preso parte alla Copa Ibarguren, disputata nel 1926 ma di competenza della stagione 1924. La loro presenza sarà comunque riportata nella sezione "Statistiche".
| N. |                      | Ruolo | Calciatore        |
| -- | -------------------- | ----- | ----------------- |
|    | Argentina (bandiera) | P     | Manuel Bidoglio   |
|    | Argentina (bandiera) | P     | Américo Tesoriere |
|    | Argentina (bandiera) | D     | Juan Anglese      |
|    | Argentina (bandiera) | D     | Ludovico Bidoglio |
|    | Argentina (bandiera) | D     | Ángel Médici      |
|    | Argentina (bandiera) | D     | Ramón Mutis       |
|    | Argentina (bandiera) | C     | Mario Busso       |
|    | Argentina (bandiera) | C     | Alfredo Elli      |
|    | Argentina (bandiera) | C     | Ángel Giachino    |

| N. |                      | Ruolo | Calciatore        |
| -- | -------------------- | ----- | ----------------- |
|    | Argentina (bandiera) | C     | José Stábile      |
|    | Argentina (bandiera) | A     | Carlos Antraygues |
|    | Argentina (bandiera) | A     | Armando Bergamini |
|    | Argentina (bandiera) | A     | Pedro Calomino    |
|    | Argentina (bandiera) | A     | Antonio Cerroti   |
|    | Argentina (bandiera) | A     | Alfredo Garasini  |
|    | Argentina (bandiera) | A     | Dante Pertini     |
|    | Argentina (bandiera) | A     | Carmelo Pozzo     |
|    | Argentina (bandiera) | A     | Domingo Tarasconi |

## Calciomercato

### Operazioni esterne alle sessioni
| Acquisti | Acquisti          | Acquisti | Acquisti |
| R.       | Nome              | da       | Modalità |
| -------- | ----------------- | -------- | -------- |
| C        | Ángel Giachino    | -        | -        |
| C        | José Stábile      | -        | -        |
| A        | Carlos Antraygues | -        | -        |

| Cessioni | Cessioni          | Cessioni | Cessioni |
| R.       | Nome              | a        | Modalità |
| -------- | ----------------- | -------- | -------- |
| P        | Alfredo Otero     | -        | -        |
| C        | Eduardo Maradini  | -        | -        |
| C        | Serafín Toucedo   | -        | -        |
| A        | Enrique Bertolini | -        | -        |
| A        | Pablo Bozzo       | -        | -        |
| A        | Casildo Fallatti  | -        | -        |
| A        | Felipe Galíndez   | -        | -        |
| A        | Alfredo Martín    | -        | -        |
| A        | Manuel Mauricio   | -        | -        |
| A        | Armando Oliva     | -        | -        |
| A        | Emilio Sánchez    | -        | -        |

## Risultati

### Copa Campeonato
| Arbitro: | Novarino |

|                                                     |           |  |
| Tarasconi 7’, 36’ (rig.) Pozzo 35’ Pertini 83’, 87’ | Marcatori |  |

| Arbitro: | Delfino |

|              |           |                                                           |
| Villagra 83’ | Marcatori | 11’ Cerroti 40’, 65’, 72’, 90’ (rig.) Tarasconi 78’ Pozzo |

| Arbitro: | Louzau |

|             |           |  |
| Calomino 5’ | Marcatori |  |

| Arbitro: | Novarino |

|                                              |           |            |
| Garófalo 17’ (aut.) Calomino 35’ Pertini 55’ | Marcatori | 77’ Lolato |

| Arbitro: | Muzio |

|                                              |           |               |
| Tarasconi 21’ (rig.) Pertini 75’ Cerroti 89’ | Marcatori | 67’ F. Cherro |

| Arbitro: | Gardi |

|  |           |                           |
|  | Marcatori | 72’ Pertini 80’ Tarasconi |

| Arbitro: | Repossi |

|                                                               |           |                   |
| Pozzo 2’ Cerroti 8’ Elli 9’ Garasini 55’ Tarasconi 61’ (rig.) | Marcatori | 17’, 48’ Stagnaro |

| Arbitro: | Muzio |

|                                                  |           |  |
| Garasini 9’, 22’ Cerroti 20’, 72’ Pozzo 35’, 53’ | Marcatori |  |

| Arbitro: | Repossi |

|                         |           |  |
| Pozzo 35’ Tarasconi 42’ | Marcatori |  |

| Arbitro: | Delfino |

|  |           |                                              |
|  | Marcatori | 30’, 52’ Garasini 46’ Antraygues 65’ Pertini |

| Arbitro: | Tochi |

|  |           |                              |
|  | Marcatori | 47’, 69’ Antraygues 90’ Elli |

| Arbitro: | Repossi |

|                                                   |           |           |
| Tarasconi 7’, 42’ Landini 57’ (aut.) Bidoglio 75’ | Marcatori | 84’ Tubio |

| Arbitro: | López |

|                                               |           |  |
| Pertini 5’ Cerroti 30’ Pozzo 36’ Garasini 40’ | Marcatori |  |

| Arbitro: | Sosa |

|              |           |             |
| Perducca 53’ | Marcatori | 23’ Pertini |

| Arbitro: | Muzio |

|  |           |                    |
|  | Marcatori | 40’ (rig.) Cerroti |

| Arbitro: | Repossi |

|  |           |                                                                         |
|  | Marcatori | 2’, 10’, 14’ Pozzo 35’ Pertini 50’ Antraygues 61’ Cerroti 65’ Tarasconi |

| Arbitro: | Pérez |

|  |           |                            |
|  | Marcatori | 25’ Antraygues 37’ Cerroti |

| Arbitro: | Repossi |

|                                        |           |             |
| Garasini 22’, 35’ Tarasconi 85’ (rig.) | Marcatori | 48’ Mancini |

| Arbitro: | López |

|                                                      |           |  |
| Pozzo 10’, 70’ Tarasconi 18’, 66’ Zanetti 32’ (aut.) | Marcatori |  |

### Copa Ibarguren
| Arbitro: | López |

|                           |           |                    |
| Tazza 52’, 91’ Cherro 58’ | Marcatori | 16’, 30’ Bearzotti |

## Statistiche

### Statistiche di squadra
| Competizione    | In casa | In casa | In casa | In casa | In casa | In casa | In trasferta | In trasferta | In trasferta | In trasferta | In trasferta | In trasferta | Totale | Totale | Totale | Totale | Totale | Totale | DR  |
| Competizione    | G       | V       | N       | P       | Gf      | Gs      | G            | V            | N            | P            | Gf           | Gs           | G      | V      | N      | P      | Gf     | Gs     | DR  |
| --------------- | ------- | ------- | ------- | ------- | ------- | ------- | ------------ | ------------ | ------------ | ------------ | ------------ | ------------ | ------ | ------ | ------ | ------ | ------ | ------ | --- |
| Copa Campeonato | 11      | 11      | 0       | 0       | 41      | 6       | 8            | 7            | 1            | 0            | 26           | 2            | 19     | 18     | 1      | 0      | 67     | 8      | +59 |
| Copa Ibarguren  | 1       | 1       | 0       | 0       | 3       | 2       | 0            | 0            | 0            | 0            | 0            | 0            | 1      | 1      | 0      | 0      | 3      | 2      | +1  |
| Totale          | 12      | 12      | 0       | 0       | 44      | 8       | 8            | 7            | 1            | 0            | 26           | 2            | 20     | 19     | 1      | 0      | 70     | 10     | +60 |

### Statistiche individuali
| Giocatore     | Copa Campeonato | Copa Campeonato | Copa Ibarguren | Copa Ibarguren | Totale   | Totale |
| Giocatore     | Presenze        | Reti            | Presenze       | Reti           | Presenze | Reti   |
| ------------- | --------------- | --------------- | -------------- | -------------- | -------- | ------ |
| J. Anglese    | 3               | 0               | 0              | 0              | 3        | 0      |
| C. Antraygues | 5               | 5               | 0              | 0              | 5        | 5      |
| A. Bergamini  | 1               | 0               | 0              | 0              | 1        | 0      |
| L. Bidoglio   | 16              | 1               | 1              | 0              | 17       | 1      |
| M. Bidoglio   | 5               | -1              | 0              | 0              | 5        | -1     |
| M. Busso      | 18              | 0               | 0              | 0              | 18       | 0      |
| P. Calomino   | 6               | 2               | 0              | 0              | 6        | 2      |
| A. Cerroti    | 16              | 9               | 1              | 0              | 17       | 9      |
| R. Cherro     | 0               | 0               | 1              | 1              | 1        | 1      |
| R. Dighero    | 0               | 0               | 1              | 0              | 1        | 0      |
| A. Elli       | 16              | 2               | 1              | 0              | 17       | 2      |
| M. Fortunato  | 0               | 0               | 1              | 0              | 1        | 0      |
| A. Garasini   | 13              | 8               | 0              | 0              | 13       | 8      |
| Á. Giachino   | 1               | 0               | 0              | 0              | 1        | 0      |
| Á. Médici     | 18              | 0               | 1              | 0              | 19       | 0      |
| R. Mutis      | 19              | 0               | 1              | 0              | 20       | 0      |
| D. Pertini    | 19              | 9               | 0              | 0              | 19       | 9      |
| C. Pozzo      | 19              | 12              | 0              | 0              | 19       | 12     |
| J. Stábile    | 3               | 0               | 0              | 0              | 3        | 0      |
| D. Tarasconi  | 17              | 16              | 1              | 0              | 18       | 16     |
| Á. Tazza      | 0               | 0               | 1              | 2              | 1        | 2      |
| A. Tesoriere  | 14              | -7              | 1              | -2             | 15       | -9     |